# Kahla-Thüringen Porzellan
Kahla-Thüringen Porzellan GmbH est une usine de porcelaine située à Kahla en Thuringe (Allemagne).

## Histoire
Une fabrique de porcelaine a été fondée à Kahla par Christian Eckardt en 1844, devenant rapidement une manufacture de porcelaine des plus importantes d'Allemagne avant 1914. Elle est nationalisée après la Seconde Guerre mondiale et devient une société par actions soviétique (Sowjetische Aktiengesellschaft) en réparation des dommages de guerre, puis une entreprise du peuple (Volkseigener Betrieb) en 1952. De nouvelles installations modernes sont aménagées en 1961 et plus de la moitié de la production est exportée (dont une grande partie dans les républiques démocratiques). Elle est organisée en combinat avec dix-sept autres unités de production employant 18 000 ouvriers et employés en 1979. Un transfert de propriété (fiducie) est organisé après la réunification de l'Allemagne, en 1991, et en 1994 un ancien directeur des usines de Rosenthal, Günther Raithel, en prend la tête. La famille Raithel acquiert le reste des actions appartenant à l'État de Thuringe, en 2000.
Aujourd'hui la compagnie emploie 300 personnes, pour un chiffre d'affaires (2007) d'environ 25 millions d'euros.